# Котавехера (підрозділ окружного секретаріату)
Підрозділ окружного секретаріату Котавехера — підрозділ окружного секретаріату округу Курунегала, Північно-Західна провінція, Шрі-Ланка. Складається з 31 Грама Ніладхарі.